# Міністр фінансів Греції
Міністр фінансів Греції (грец. Υπουργός Οικονομικών) — голова Міністерства фінансів Греції. Чинний міністр — Філіппос Сахнідіс.
Міністерству фінансів Греції підпорядкована Грецька національна статистична служба.

## Список міністрів національної економіки
| Ім'я             | Початок повноважень | Кінець повноважень | Партія         |
| ---------------- | ------------------- | ------------------ | -------------- |
| Йоргос Меркуріс  | 4 грудня 1926       | 17 серпня 1927     | Народна партія |
| Яннос Папантоніу | 23 лютого 1994      | 1996               | ПАСОК          |

## Список міністрів економіки і фінансів
| Ім'я                 | Початок повноважень | Кінець повноважень | Партія          |
| -------------------- | ------------------- | ------------------ | --------------- |
| Яннос Папантоніу     | 1996                | 24 жовтня 2001     | ПАСОК           |
| Нікос Христодулакіс  | 24 жовтня 2001      | 10 березня 2004    | ПАСОК           |
| Георгіос Алогоскуфіс | 10 березня 2004     | 8 січня 2009       | Нова Демократія |
| Янніс Папатанасіу    | 8 січня 2009        | 4 жовтня 2009      | Нова Демократія |

## Список міністрів фінансів
| Ім'я                   | Початок повноважень | Кінець повноважень | Партія       |
| ---------------------- | ------------------- | ------------------ | ------------ |
| Алекос Пападопулос     | 22 лютого 1994      | 25 вересня 1996    | ПАСОК        |
| Йоргос Папаконстантіну | 7 жовтня 2009       | 17 червня 2011     | ПАСОК        |
| Евангелос Венізелос    | 17 червня 2011      | 21 березня 2011    | ПАСОК        |
| Філіппос Сахнідіс      | 21 березня 2011     | 17 травня 2012     | ПАСОК        |
| Георгіос Заніас        | 17 травня 2012      | 5 липня 2012       | безпартійний |
| Янніс Стурнарас        | 5 липня 2012        | 10 червня 2014     |              |
| Гікас Хардувеліс       | 10 червня 2014      | 27 січня 2015      |              |
| Яніс Варуфакіс         | 27 січня 2015       | 6 липня 2015       |              |
| Евклід Цакалотос       | 6 липня 2015        | 28 серпня 2015     |              |
| George Chouliarakis    | 28 серпня 2015      | 23 вересня 2015    |              |
| Евклід Цакалотос       | 23 вересня 2015     | 9 липня 2019       |              |
| Christos Staikouras    | 9 липня 2019        | нині               |              |